# Silnice I/12 (Slovensko)
Silnice I. třídy č. 12 (také jako I/12) se nachází na severním Slovensku, v Kysucích, na území okresu Čadca. Vznikla po překategorizování části silnice II. třídy 487 v úseku Svrčinovec – Skalité. Měří 15,311 km. Souběžně s cestou I/12 je naplánována výstavba dálnice D3.

## Průběh
Silnice začíná v obci Svrčinovec, kde odbočuje z I / 11. Nejprve směřuje na severovýchod, sleduje tok Čierňanky (levý břeh) a prochází obcí Čierne. Pokračuje přes místní část Vyšný Konec, kde odbočuje místní komunikace do osady Rediška a poté se stáčí na východ. Dále prochází přes střed obce Skalité a postupně i okrajem jejích částí Poľana a do Sihla (kde odbočuje cesta do osady Vreščovka) a přes Kudlov a Serafínov. Nakonec se stáčí opět na severovýchod a stoupá do sedla Príslop (714,0 m n. m.; nejvyšší bod komunikace), kde prochází státní hranice s Polskem a cesta přes hraniční přechod Skalité–Zwardoń–Myto vstupuje do Polska na území obce Zwardoń. Dále pokračuje jako DK 1 do města Żywiec.